# Барабинська сільська рада
Бара́бинська сільська рада (рос. Барабинский сельский совет) — сільське поселення у складі Кетовського району Курганської області Росії.
Адміністративний центр — село Бараба.
Населення сільського поселення становить 1474 особи (2017; 1461 у 2010, 1495 у 2002).
25 жовтня 2017 року до складу сільського поселення була включена територія площею 116,05 км² Темляковської сільської ради (село Темляково, присілок Нова Затобольна).

## Склад
До складу сільського поселення входять:
| Населений пункт           | Населення, осіб (2002) | Населення, осіб (2010) |
| ------------------------- | ---------------------- | ---------------------- |
| Бараба, село              | 724                    | 696                    |
| Лаптєва, присілок         | 260                    | 243                    |
| Нова Затобольна, присілок | 131                    | 149                    |
| Темляково, село           | 380                    | 373                    |